# Phineas y Ferb, la película: Candace contra el universo
Phineas y Ferb, la película: Candace contra el universo (del inglés: Phineas and Ferb the Movie: Candace Against the Universe) es una película original de Disney+ de 2020 basada en la serie de televisión Phineas y Ferb. Es el segundo largometraje de la serie animada Phineas y Ferb después de Phineas y Ferb: A través de la segunda dimensión, y la quinta película original animada de Disney Channel, después de la primera película de Phineas y Ferb, Kim Possible: A Stich in Time, Kim Possible Movie: So the Drama y The Proud Family Movie. Los eventos de la película tienen lugar antes del último episodio de la serie.

## Premisa
Phineas y Ferb viajan a través de la galaxia para rescatar a su hermana Candace, que ha sido secuestrada por extraterrestres y ha encontrado utopía en un planeta lejano, libre de molestos hermanitos.

## Argumento
El día de Candace Flynn se arruina cuando no le cuenta a su madre Linda las travesuras de sus hermanos Phineas Flynn y Ferb Fletcher, quienes se dedican a crear inventos disparatados. Una cápsula espacial aparece y la secuestra a ella y a su amiga Vanessa Doofenshmirtz. Phineas y Ferb descubren que proviene del planeta Feebla-Oot. Reclutan a sus amigos Isabella Garcia-Shapiro, Baljeet Tjinder y Buford van Stomm para construir un portal al planeta. Sin embargo, el portal los redirige a Doofenshmirtz Evil Inc., donde unen fuerzas con el padre de Vanessa, el Dr. Heinz Doofenshmirtz. Él y los niños viajan a Feebla-Oot en su nave espacial, con Perry el Ornitorrinco siguiéndolos en secreto.
Mientras Vanessa escapa de la nave espacial, Candace es capturada; ambos terminan en Feebla-Oot. Candace conoce a su líder, el Super Super Big Doctor, quien simpatiza con ella. Ella también tenía dos hermanos menores de los que estaba harta, así que decidió venir a Feebla-Oot para gobernarlo. El Gran Doctor le informa a Candace que contiene "Remarkalonium", un mineral importante para su gente, lo que la hace sentir especial. Al llegar a Feebla-Oot, Phineas y Ferb intentan reconciliarse con su hermana dándole un regalo que hicieron, pero ella los rechaza.
La pandilla es encarcelada, como hizo la Gran Doctora con sus hermanos; Perry los rescata. Candace descubre que el "Remarkalonium" es en realidad solo dióxido de carbono, que es lo que una planta de esporas llamada Mamá necesita para que la Gran Doctora pueda usar sus esporas controladoras de mentes en sus súbditos. Candace revela accidentalmente que la gente de la Tierra exhala dióxido de carbono, y la Gran Doctora planea conquistar el planeta. La pandilla se alía con los oprimidos Cobardes, los antiguos habitantes, y atacan la ciudad alienígena. La Gran Doctora y su ejército huyen a la Tierra. Los niños siguen a Candace; Doofenshmirtz y Perry se quedan para buscar a Vanessa.
Los niños regresan a la Tierra para luchar contra la Gran Doctora y su ejército. Phineas y Ferb liberan a Candace, a quien encuentran llorando por cómo los trató. Revelan que su regalo es una taza de café que proyecta imágenes de sus aventuras pasadas. Candace se da cuenta de que quizá no sea especial para el mundo, pero sí lo es para ellos. Mamá libera sus esporas sobre la población. Candace logra acercarse a Gran Doctora, quien tiene una epifanía sobre su vida justo cuando Mamá aumenta de tamaño y la devora.
Mientras los niños y Mamá empiezan a pelear, Doofenshmirtz, Vanessa y Perry regresan usando el Remplaza-Inador de Pollo, un aparato que puede intercambiar algo con el pollo más cercano o más lejano. Bajo la dirección de Doofenshmirtz, Candace usa el Inador para intercambiar a Mamá con el pollo más lejano, enviándolo de vuelta a Feebla-Oot. Mamá se encoge y escupe a Gran Doctor antes de que un elefante alienígena lo aplaste. Gran Doctora es capturado por los Cobardes. Candace tiene la oportunidad de arrestar a sus hermanos cuando Linda pasa en coche, pero en lugar de eso la aleja del lugar, agradeciendo todo lo que sus hermanos han hecho por ella. Mientras todos celebran su victoria, Perry recibe una llamada del Mayor Monograma felicitándolo, lo que deja a todos confundidos.
En una escena a mitad de los créditos, Lawrence descubre que el portal todavía está en el patio trasero y lo atraviesa hasta el edificio de Doofenshmirtz (que todavía está en llamas desde el lanzamiento de la nave espacial) y regresa a través del portal en llamas, destruyendo el portal justo antes de que llegue Linda.

## Reparto
- Vincent Martella como Phineas Flynn
- David Errigo Jr. como Ferb Fletcher
- Ashley Tisdale como Candace Flynn
- Dee Bradley Baker como Perry
- Dan Povenmire como Dr. Heinz Doofenshmirtz
- Jeff "Swampy" Marsh como el Mayor Monogram ("Mayor Monograma" en Hispanoamérica)
- Alyson Stoner como Isabella García-Shapiro
- Maulik Pancholy como Baljeet Rai
- Bobby Gaylor como Buford van Stomm
- Olivia Olson como Vanessa Doofenshmirtz
- Ali Wong como Super super gran doctora
- Wayne Brady como Grapadora-Puño, voces adicionales
- Thomas Middleditch como Garnoz
- Diedrich Bader como Borthos
- Thomas Sanderscomo Garganta-Langosta
- Caroline Rhea como Mamá
- Richard O'Brien como Papá
- Mitchel Musso como Jeremy
- Kelly Hu como Stacy
- Tyler Alexander Mann como Carl
- Brock Powell como Braxington-ton, Vlorkel, Shoe-Monkey, voces adicionales
- Bill Farmer como Hermellivue, voces adicionales
- Bob Bowen como Flor de baño, voces adicionales
- Sarah Hudson como Ernox
- John Viener como Norm
- Corey Burton como Granjero, voces adicionales
- Jennifer Hughes como Esposa del granjero, voces adicionales
- John O'Hurley como Roger Doofenshmirtz
- Emo Philips como Sirviente de Meeks
- "Weird Al" Yankovic como Chico camisa de cañón
- Tiffany Haddish como El sonido que hace alguien cuando explotan de cintura para arriba
- Aaron Daniel Jacob y Laura Dickinson como Bailarines alienígenas, voces adicionales

## Producción

### Desarrollo
El 11 de enero de 2011, el jefe de Disney Channels Worldwide, Gary Marsh, anunció que una película basada en Phineas y Ferb estaba en desarrollo por el productor de Tron: Legacy, Sean Bailey. A partir del 6 de septiembre de 2011, Dan y Swampy habían terminado de escribir el guion. En octubre de 2011, la película, titulada provisionalmente simplemente Phineas y Ferb, recibió la fecha de lanzamiento del 26 de julio de 2013 por Walt Disney Pictures, un espacio que anteriormente ocupaba Thor: The Dark World. El 27 de octubre de 2011, se anunció que Michael Arndt, quien había escrito Pequeña Miss Sunshine y Toy Story 3, había sido contratado para escribir el borrador de la película. El proyecto ahora será producido por Mandeville Films. En octubre de 2012, Disney cambió la fecha de lanzamiento a 2014, y en agosto de 2013, la película fue eliminada de su agenda. Esto llevó a especular que se había cancelado, pero Swampy Marsh confirmó a través de Twitter que la película estaba en espera. El 12 de julio de 2015, se confirmó que se completó una forma del guion de la película. Cuando se le preguntó nuevamente sobre el estado de la película en febrero de 2018, se reveló que la película podría volver a desarrollarse dependiendo del éxito del crossover especial con La Ley de Milo Murphy.
El 11 de abril de 2019, se anunció que una película titulada The Phineas and Ferb Movie: Candace Against the Universe, se estrenaría en Disney+ dentro de un año de su lanzamiento. La mayoría del elenco de la serie en su versión original volverá a interpretar sus papeles, excepto Thomas Sangster como Ferb, quien será reemplazado por David Errigo Jr., quien previamente le dio la voz a Ferb en La Ley de Milo Murphy.

## Estreno
Se estrenó el 28 de agosto de 2020, exclusivamente en Disney+, mientras que en Latinoamérica se estrenará como uno de los proyectos de lanzamiento el 17 de noviembre de este mismo año